# 守备区
守备区（守卫司令部）是担任就地设防和坚守的军事建制组织。

## 列表
国民革命军曾设有：
- 宁波守备区
- 温台守备区
- 琼崖守备司令部：1939年设立，司令王毅。
- 海陆丰守备区
- 广阳守备区
- 1950年海南战役期间，琼崖防卫总司令部下设东西南北4个守备区。[1]

中华人民共和国成立后，
- 榆林要塞区（1956年8月～1985年10月），下设第一、二、三守备区。
- 外长山要塞区下设正师级的广鹿、小长山守备区，和副师级的海洋岛守备区、石城守备区、獐子岛守备区。
- 内长山要塞区下设蓬莱、北长山、大钦三个守备区。
  - 舟嵊要塞区（1958.04—1985.09）：正军级。辖定海、普陀、岱山、衢山、嵊泗等5个守备区。1985年9月舟嵊要塞区改称舟嵊守备区。1992年12月恢复为舟嵊要塞区（副军级），1997年4月与舟山军分区合并为舟山警备区（正师级）。
  - 万山要塞区（1960年2月—1980年12月）：辖第一、第二、第三、第四、第五等5个正团级守备区。
  - 连云港守备区（1955.4—1956.1）
- 赤峰守备区：1981年设立，1992年撤销。正军级。
- 白城守备区：1981年设立，1992年撤销。正军级。[2]
- 连云港守备区：1955年4月由连云港要塞区改编。1956年12月改编为济南军区守备某师。
- 厦门守备区：1970年2月成立，正师级。后改编为某守备师。